# 東鳥取町
東鳥取町（ひがしとっとりちょう）は、大阪府泉南郡に属していた町。現在の阪南市東部・南部にあたる。本項では町制前の前身である東鳥取村（ひがしとっとりむら）についても述べる。

## 地理
- 河川：菟砥川、山中川
- 山：四石山、雲山峰、俎石山

## 歴史
- 1884年（明治17年） - 日根郡中村が鳥取中村に改称[1]。
- 1889年（明治22年）4月1日 - 町村制の施行により、日根郡石田村、黒田村、下出村、鳥取中村、自然田村、桑畑村、山中村が合併して東鳥取村が発足。大字自然田に村役場を設置。
- 1896年（明治29年）4月1日 - 郡の統廃合により、所属郡が泉南郡に変更。
- 1960年（昭和35年）11月1日 - 町制を施行して東鳥取町となる。
- 1963年（昭和38年） - 泉南郡南海町大字尾崎町の一部を編入[2]。
- 1972年（昭和47年）10月20日 - 南海町と合併して阪南町が発足。同日東鳥取町廃止。
  - 阪南町発足時に大字山中を和泉鳥取、山中渓に分割。

## 交通

### 鉄道路線
- 日本国有鉄道
  - 阪和線
    - 和泉鳥取駅 - 山中渓駅

南海本線尾崎駅が隣接する南海町大字尾崎町に所在したが、本町大字下出・黒田との錯綜地となっており、事実上は本町との境界上である。

### 道路
- 大阪府道64号和歌山貝塚線（熊野街道） - 当地では紀州街道が重複する。
- 大阪府道204号堺阪南線
- 大阪府道257号自然田鳥取荘停車場線
- 大阪府道752号和歌山阪南線

現在は阪和自動車道阪南インターチェンジが所在するが、当時は未開通。